# الرقإب (السياني)

تعديل مصدري - تعديل

الرقاب محلة تابعة لقرية الظفير، التابعة لعزلة عميد الداخل بمديرية السياني إحدى مديريات محافظة إب في الجمهورية اليمنية.، بلغ تعداد سكانها 73 حسب تعداد اليمن لعام 2004.